# Avraham Burg

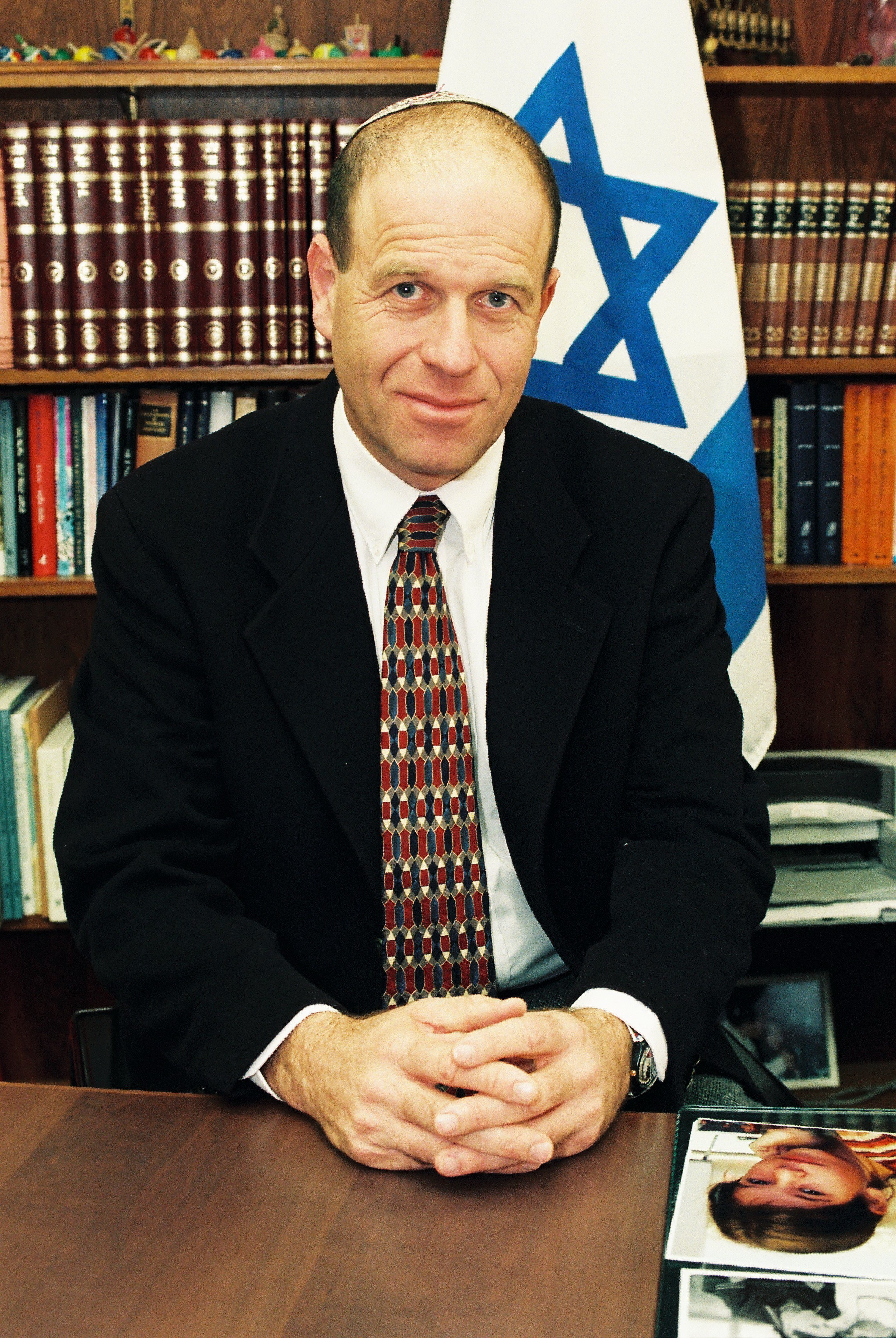
Avraham Burg (1998)

Avraham „Avrum“ Burg (hebräisch אברהם בורג; * 19. Januar 1955 in Jerusalem) ist ein israelischer Autor und ehemaliger hochrangiger Politiker der Arbeitspartei Awoda. Er setzt sich für die Trennung von Staat und Religion in Israel ein und ist ein vehementer Kritiker der israelischen Siedlungspolitik.

## Politik
Avraham Burg diente in den Israelischen Verteidigungsstreitkräften als Leutnant der Fallschirmjäger. Anschließend studierte er an der Hebräischen Universität Jerusalem und erlangte einen Abschluss in Sozialwissenschaften.
Burg war in linken Organisationen wie Peace Now aktiv. 1983 war er auf der Peace-Now-Demonstration, bei der Emil Grünzweig von dem Rechtsradikalen Jona Avruschmi mit einer Handgranate ermordet wurde. Burg wurde durch den Splitter dieser Granate verletzt. 1985 wurde er Berater von Ministerpräsident Schimon Peres.
1988 wurde er für die Arbeitspartei in die Knesset gewählt. 1995 legte er sein Mandat nieder, nachdem er zum Vorsitzenden der Jewish Agency und der World Zionist Organization bestimmt worden war. 1999 bis Anfang 2003 war Burg Präsident der Knesset. In dieser Funktion nahm er vom 13. Juli bis 1. August 2000 verfassungsgemäß die Aufgaben des zurückgetretenen Staatspräsidenten Ezer Weizmann wahr.
2001 kandidierte er erfolglos für den Vorsitz der Arbeitspartei.
Im Herbst 2003 erregte ein Artikel von Burg Aufsehen, der zuerst in Jedi’ot Acharonot erschien und unter anderem ins Englische und ins Deutsche übersetzt wurde. In diesem Artikel urteilte Burg, Israel müsse seine Illusionen aufgeben und sich zwischen rassistischer Unterdrückung oder Demokratie entscheiden. Er forderte den Rückzug Israels aus den besetzten Gebieten.
2004 zog sich Burg aus der Politik zurück. In einem Interview für Haaretz im Juni 2007 anlässlich der Veröffentlichung seines Buchs Lenazeach et Hitler (Hitler besiegen) stellte er eine Reihe von Kernthesen des Zionismus in Frage. 2009 erschien sein Buch auch auf Deutsch. Benny Morris nannte es ein „furchtbares Buch voller Fehler“, Micha Brumlik hingegen die Lektüre „für alle, die sich mit Israel verbunden fühlen, beinahe eine moralische Pflicht“.
Burg ist einer der Mitbegründer des 2012 gegründeten linken Thinktanks Molad – Zentrum für die Erneuerung der israelischen Demokratie. Anfang Januar 2015 gab er seinen Beitritt zum linken Parteienbündnis Chadasch bekannt.

## Familie
Burg ist der Sohn von Josef Burg, Minister mehrerer israelischer Regierungen für die Nationalreligiöse Partei. Er wuchs im Jerusalemer Stadtteil Rechavia auf.
Burgs Frau Yael ist gebürtige Französin, Psychologin und Direktorin einer Mittelschule in Jerusalem. Die Burgs haben sechs Kinder und leben in Nataf bei Jerusalem.

## Schriften
- Anger and faith: An open letter to my Palestinian friends. In: The New York Times. 4. Oktober 2003
- לנצח את היטלר. 2007
  - Hitler besiegen. Warum Israel sich endlich vom Holocaust lösen muss. Campus-Verlag, Frankfurt/New York 2009, ISBN 978-3-593-39056-7
    - Im Mantel des Propheten, Rezension von Micha Brumlik, Neue Zürcher Zeitung, 10. Oktober 2009
- Antisemitismus und die Kritik an Israel – Erlaubnis für Hass. In: Süddeutsche Zeitung. 17. Januar 2013